# II liga polska w hokeju na lodzie (1961/1962)
II liga polska w hokeju na lodzie 1961/1962 – 7. sezon zmagań drugiego poziomu ligowego hokeja na lodzie w Polsce. Został rozegrany na przełomie 1961 i 1962 roku. W prasie rozgrywki były nazywane również ligą międzywojewódzką.
W sezonie wystartowało 13 klubów, które zostały podzielone na dwie grupy Północną, w której rywalizowało 6 drużyn i Południową, gdzie grało 7 zespołów.
Po zakończeniu sezonu zasadniczego po dwie najlepsze drużyny z obydwu grup rozegrały turniej o awans do turnieju barażowego o I ligę. Ostatecznie awans uzyskał Naprzód Janów.

## Grupa Północ
| Msc. | Zespół           | M  | Pkt | W | R | P | G + | G – | +/− |
| ---- | ---------------- | -- | --- | - | - | - | --- | --- | --- |
| 1    | ŁKS Łódź         | 20 | 35  | 0 | 0 | 0 | 164 | 59  | 0   |
| 2    | Gryf Toruń       | 20 | 28  | 0 | 0 | 0 | 123 | 76  | 0   |
| 3    | Włókniarz Zgierz | 20 | 26  | 0 | 0 | 0 | 120 | 77  | 0   |
| 4    | Znicz Pruszków   | 20 | 16  | 0 | 0 | 0 | 56  | 110 | 0   |
| 5    | Boruta Zgierz    | 20 | 8   | 0 | 0 | 0 | 66  | 106 | 0   |
| 6    | Bzura Chodaków   | 20 | 7   | 0 | 0 | 0 | 54  | 155 | 0   |

- = awans do turnieju finałowego
- = turniej o utrzymanie

## Grupa Południe
| Msc. | Zespół         | M  | Pkt | W | R | P | G + | G – | +/− |
| ---- | -------------- | -- | --- | - | - | - | --- | --- | --- |
| 1    | Fortuna Wyry   | 24 | 40  | 0 | 0 | 0 | 157 | 50  | 0   |
| 2    | Naprzód Janów  | 24 | 36  | 0 | 0 | 0 | 131 | 77  | 0   |
| 3    | Górnik Murcki  | 24 | 31  | 0 | 0 | 0 | 86  | 94  | 0   |
| 4    | Start Katowice | 24 | 23  | 0 | 0 | 0 | 89  | 94  | 0   |
| 5    | Cracovia       | 24 | 17  | 0 | 0 | 0 | 67  | 98  | 0   |
| 6    | KTH Krynica    | 24 | 13  | 0 | 0 | 0 | 59  | 123 | 0   |
| 7    | Polonia Bytom  | 24 | 8   | 0 | 0 | 0 | 65  | 118 | 0   |

- = awans do turnieju finałowego
- = turniej o utrzymanie

## Turniej finałowy i barażowy o awans
Zgodnie z regulaminem rozgrywek, po dwie najlepsze drużyny obu grup - ŁKS Łódź, Gryf Toruń, Fortuna Wyry i Naprzód Janów spotkały się w turnieju finałowym, rozegranym w dniach 9-11 marca 1962 w hali Torwar w formule każdy z każdym o 2 miejsca w turnieju barażowym o I ligę. Awansowały do niego zespoły Fortuny oraz Naprzodu.
12 marca w Opolu rozpoczął się turniej barażowy o I ligę, którego stawkę uzupełniły 2 najsłabsze zespoły I ligi, Pomorzanin Toruń i Polonia Bydgoszcz. Awans do I ligi uzyskał Naprzód Janów, utrzymanie zagwarantował sobie Pomorzanin, zaś Fortuna i Polonia uzupełniły stawkę II ligi w sezonie 1962/63. 

## Turniej barażowy o utrzymanie
Dwie najsłabsze drużyny obu grup spotkały się w turniejach, dla których stawką było utrzymanie w lidze.
Stawkę uczestników z grupy północnej uzupełnili mistrzowie lig okręgowych: warszawsko-mazowieckiej Legia II Warszawa i pomorskiej, Budowlani Bydgoszcz. Turniej odbył się na Tor-torze. Boruta utrzymała się, a miejsce Bzury Chodaków zajęły rezerwy Legii.
W turnieju grupy południowej, którego rozegranie zaplanowano w Katowicach rywalami zespołów z Krynicy i Bytomia były najlepsze zespoły ligi okręgowej śląskiej: Piast Cieszyn i Elektro Łaziska Górne. Wobec wycofania z rozgrywek Startu Katowice, wszystkie 4 zespoły wzięły udział w kolejnym sezonie II ligi.